# Werfer-Brigade 8
Die Werfer-Brigade 8 war eine deutsche Nebelwerfer-Brigade im Zweiten Weltkrieg.

## Brigadegeschichte
Die Werfer-Brigade 8 wurde im März 1944 durch die Hinzuziehung des Werfer-Lehr-Regiments 1 und des schweren Werfer-Regiments 2 durch den Wehrkreis X im Munsterlager aufgestellt.
Das Werfer-Lehr-Regiment 1 war bereits ab dem 24. Februar 1944 zur Auffrischung bis 1. Mai 1944 in die Heimat verlegt worden. Ab dem 16. März 1944 wurde die 23. Batterie mit Sonderkraftfahrzeugen der Wehrmacht (Sf) anstatt mit Panzern ausgerüstet. Die 21. Batterie, ab dem 5. Mai 1943 eingerichtet, blieb aber mit Panzern ausgestattet.
Auch die 23. Batterie des schweren Werfer-Regiments 2 wurde von Panzer auf Sf umgestellt. Am 13. Mai 1944 musste das Regiment die I. Abteilung an das schwere Werfer-Regiment 15 abgeben. Das schwere Werfer-Regiment 2 wurde am 10. August 1944 im Wehrkreis XI neu aufgestellt.
Die Werfer-Brigade 8, wie auch die Werfer-Brigade 7 und die Werfer-Brigade 9, wurde in der Normandie vernichtet und hier aufgefrischt. Am 28. Oktober 1944 erfolgte die Umbenennung in Volks-Werfer-Brigade 8.
Die Werfer-Brigade 8 war als Heerestruppenteil an der Westfront eingesetzt. In der Normandie war die Brigade der LXXXIV. Armeekorps zugeteilt. Die Ardennenoffensive erfolgte bei der 7. Armee und kämpfte zuletzt in der Eifel.
Zu Kriegsende war das Werfer-Lehr-Regiment 1 unter der Führung von Oberstleutnant Rüling (* 1904, ab 15. Oktober 1944) und das schwere Werfer-Regiment 2 unter Oberstleutnant Wisomiersky (* 1898, ab 30. April 1944).
Ab 5. November 1944 war der Oberst Herbert von Kalinowski (* 1895) Kommandeur der Brigade.

## Gliederung
- Werfer-Lehr-Regiment 1 mit I. (1–3), II. (4–6) und III. (7–9, 21 (Pz), 23 (Sf))
- schweres Werfer-Regiment 2 mit I. (1–3), II. (4–6) und III. (7–9, 23 (Sf))